# Magyarország az 1985-ös fedett pályás atlétikai Európa-bajnokságon
Magyarország a görögországi Pireuszban megrendezett 1985-ös fedett pályás atlétikai Európa-bajnokság egyik részt vevő nemzete volt. Az ország a versenyen 12 sportolóval képviseltette magát.

## Érmesek
| Érem  | Versenyző     | Versenyszám | Dátum      |
| ----- | ------------- | ----------- | ---------- |
| Arany | Bakos György  | 60 m gát    | március 3. |
| Arany | Pálóczi Gyula | Távolugrás  | március 3. |
| Ezüst | Szalma László | Távolugrás  | március 3. |

## Eredmények

### Férfi
| Versenyző       | Versenyszám | Előfutam | Előfutam | Előfutam | Elődöntő   | Elődöntő   | Elődöntő   | Döntő   | Döntő    |
| Versenyző       | Versenyszám | Idő      | Hely.    | Össz.    | Idő        | Hely.      | Össz.      | Idő     | Helyezés |
| --------------- | ----------- | -------- | -------- | -------- | ---------- | ---------- | ---------- | ------- | -------- |
| Kovács Attila   | 60 m        | 6,70     | 2.       | 4.       | 6,67       | 3.         | 7.         | 6,69    | 5.       |
| Nagy István     | 200 m       | 21,41    | 1.       | 9.       | 21,03      | 3.         | 4.         | 21,53   | 5.       |
| Menczer Gusztáv | 400 m       | 47,20    | 3.       | 5.       | nem indult | nem indult | nem indult | kiesett | kiesett  |
| Szabó István    | 400 m       | 47,66    | 3.       | 14.      | kiesett    | kiesett    | kiesett    | kiesett | kiesett  |
| Knipl István    | 1500 m      | 3:41,55  | 5.       | 10.      |            |            |            | kiesett | kiesett  |
| K. Szabó Gábor  | 3000 m      | 8:00,85  | 8.       | 14.      |            |            |            | kiesett | kiesett  |
| Bakos György    | 60 m gát    | 7,71     | 1.       | 1.       | 7,66       | 1.         | 2.         | 7,60    |          |
| Bodó Béla       | 60 m gát    | 7,92     | 4.       | 15.      | kiesett    | kiesett    | kiesett    | kiesett | kiesett  |

| Versenyző     | Versenyszám | Selejtező | Selejtező | Döntő    | Döntő    |
| Versenyző     | Versenyszám | Eredmény  | Helyezés  | Eredmény | Helyezés |
| ------------- | ----------- | --------- | --------- | -------- | -------- |
| Pálóczi Gyula | Távolugrás  |           |           | 8,15 m   |          |
| Szalma László | Távolugrás  |           |           | 8,15 m   |          |

### Női
| Versenyző      | Versenyszám | Előfutam | Előfutam | Előfutam | Elődöntő | Elődöntő | Elődöntő | Döntő   | Döntő    |
| Versenyző      | Versenyszám | Idő      | Hely.    | Össz.    | Idő      | Hely.    | Össz.    | Idő     | Helyezés |
| -------------- | ----------- | -------- | -------- | -------- | -------- | -------- | -------- | ------- | -------- |
| Palombi Margit | 60 m gát    | 8,29     | 4.       | 9.       | 8,33     | 5.       | 10.      | kiesett | kiesett  |

| Versenyző    | Versenyszám | Selejtező | Selejtező | Döntő    | Döntő    |
| Versenyző    | Versenyszám | Eredmény  | Helyezés  | Eredmény | Helyezés |
| ------------ | ----------- | --------- | --------- | -------- | -------- |
| Mátay Andrea | Magasugrás  |           |           | 1,85 m   | 6.       |